# Tomasz Skrzypek
Tomasz Skrzypek (ur. 17 maja 1967 we Wrocławiu, zm. 13 października 2019 tamże) – polski kick-bokser, pierwszy zawodowy mistrz Polski w kick-boxingu.

## Życiorys
Jako dziecko grał w piłkę nożną w klubie Włókniarz Wrocław, potem trenował karate. Ostatecznie skupił się na kick-boxingu, uzyskując w 1990 pierwszy tytuł zawodowego mistrza Polski. Ponadto był wicemistrzem ZSRR i mistrzem Bułgarii, a trzykrotnie startował w mistrzostwach świata. Ukończył studia na wrocławskiej AWF. Po zakończeniu kariery zawodniczej pracował jako trener kadry narodowej w formule K-1, trener przygotowania fizycznego w klubach żużlowych oraz był twórcą i trenerem wrocławskiego klubu Fighter Wrocław, a także nauczycielem wychowania fizycznego we wrocławskich szkołach średnich.
W 2018 otrzymał Nagrodę Wrocławia za zasługi dla rozwoju wrocławskiego i polskiego sportu. W 2019 roku został odznaczony Srebrną Odznaką Honorową Wrocławia.